# Hans-Joachim Zenk
Hans-Joachim Zenk (* 3. Juni 1952 in Berlin) ist ein ehemaliger deutscher Leichtathlet, der sich auf die 200-Meter-Distanz spezialisiert hatte und für die DDR startete.
Er startete für den ASK Vorwärts Potsdam. In seiner aktiven Zeit wog er bei 1,75 m 69 kg. Bei den Olympischen Spielen in München 1972 erreichte er den Endlauf über 200 Meter. Zwei Jahre später stellte er über dieselbe Distanz einen deutschen Rekord auf.
Heute lebt Hans-Joachim Zenk in Stahnsdorf.

## Erfolge
- EM-Teilnehmer 1971 über 4 × 100 m
- Teilnehmer an den Olympischen Spielen 1972 in München: achter Platz im Endlauf der Männer über 200 m
- Teilnehmer Hallen-EM 1973 im 60-m-Lauf[1]
- deutscher Rekord im 200-m-Lauf: 20,41 (13. Juni 1974) in Potsdam[2]
- 1974 DDR-Meister mit der 4 × 100-m-Staffel der Männer (ASK Vorwärts Potsdam, zusammen mit Röpke, Klaus-Dieter Kurrat, Löbe)[3]
- EM-Teilnehmer 1974
- 1975 DDR-Meister mit der 4 × 100-m-Staffel der Männer (ASK Vorwärts Potsdam, zusammen mit Röpke, Klaus-Dieter Kurrat, Löbe)[4]
- 1975 DDR-Meister im 200-m-Lauf (20,96)[5]
- 12. Juli 1975 39,00 über 4 × 100 m in Leipzig (zusammen mit Eugen Ray, Jürgen Pfenning, Alexander Thieme)[6]
- 1976 DDR-Meister mit der 4 × 100-m-Staffel der Männer (ASK Vorwärts Potsdam zusammen mit Uwe Barucha, Klaus-Dieter Kurrat, Neubert)[7]

## Bestzeiten
- 100 m: 10,1 s (1971)[1]
- 200 m: 20,41 s (13. Juni 1974, Potsdam)[2]
- 60 m: 6,68 s (24. Februar 1973, Senftenberg)[8]